# Veliš, Jičín
Veliš là một làng thuộc huyện Jičín, vùng Královéhradecký, Cộng hòa Séc.